# Ann Rule
Ann Rule, född Stackhouse 22 oktober 1931 i Lowell, Michigan, död 26 juli 2015 i Burien, Washington, var en amerikansk deckarförfattare som inledde sin karriär som författare för tidningen True Detective. När hon började att skriva för tidningen år 1969 föreslog chefredaktören att hon skulle ta sig ett manligt namn, Andy Stack, för att kunna tas på allvar som brottsförfattare; detta till trots att Rule hade en poliskarriär bakom sig.  
Rule är mest känd för sin bok om seriemördaren Ted Bundy – The Stranger Beside Me (1980; nyutgåva 2000).